# Temporada da Indy Lights de 2009
A temporada de 2009 da Indy Racing League Firestone Indy Lights teve início em 4 de abril em St. Petersburg, Flórida, onde foi disputado um final de semana duplo em apoio ao evento da IndyCar Series. A programação ocorreu em mais de 14 finais de semana de corridas em apoio ao IndyCars, com 15 corridas no total. Ao contrário da temporada de 2008, o fim de semana em São Petersburgo será o único duplo título que a série anunciou. J. R. Hildebrand terminou a temporada como campeão do Andretti Green-AFS Racing, ganhando o campeonato em quase 100 pontos à frente de James Davison, da Vision Racing, e seu companheiro de equipe na AGR-AFS Racing, Sebastian Saavedra.

## Drivers and teams
All drivers compete in Firestone-shod Dallaras.
| Team                            | No | Drivers            | Rounds               |
| ------------------------------- | -- | ------------------ | -------------------- |
| Team Moore Racing               | 2  | Andrew Prendeville | All                  |
| Brian Stewart Racing            | 3  | Sergey Mokshantsev | 1–4, 6–9             |
| Brian Stewart Racing            | 33 | Pablo Donoso       | 1–4                  |
| Guthrie Meyer Racing            | 4  | Sean Guthrie       | 1–4                  |
| Guthrie Meyer Racing            | 49 | Jesse Mason        | 1–5                  |
| Guthrie Meyer Racing            | 59 | Alistair Jackson   | 1–4                  |
| RLR/Andersen Racing             | 5  | Mario Romancini    | All                  |
| RLR/Andersen Racing             | 6  | Pablo Donoso       | 11                   |
| RLR/Andersen Racing             | 6  | Alistair Jackson   | 5, 8                 |
| RLR/Andersen Racing             | 9  | Alistair Jackson   | 9–13                 |
| RLR/Andersen Racing             | 9  | Jonathan Summerton | 1–6                  |
| RLR/Andersen Racing             | 9  | Pablo Donoso       | 7–8                  |
| RLR/Andersen Racing             | 9  | Sean Guthrie       | 15                   |
| Sam Schmidt Motorsports         | 7  | James Hinchcliffe  | All                  |
| Sam Schmidt Motorsports         | 11 | Wade Cunningham    | All                  |
| Sam Schmidt Motorsports         | 20 | Bia Figueiredo     | 1-5, 7–14            |
| Sam Schmidt Motorsports         | 20 | Logan Gomez        | 15                   |
| Sam Schmidt Motorsports         | 44 | Gustavo Yacamán    | 1–13, 15             |
| HVM Racing                      | 8  | Juan Pablo Garcia  | 13                   |
| Panther Racing                  | 15 | Martin Plowman     | All                  |
| Panther Racing                  | 16 | Pippa Mann         | All                  |
| Winners Circle Group            | 18 | Junior Strous      | 1–5                  |
| FIRST Motorsports Walker Racing | 19 | Stefan Wilson      | 1–3, 8–9, 12         |
| Vision Racing                   | 21 | James Davison      | All                  |
| Alliance Motorsports            | 24 | Logan Gomez        | 1–2                  |
| Alliance Motorsports            | 24 | Mike Potekhen      | 5, 7–8, 11–15        |
| Andretti Green-AFS Racing       | 26 | J. R. Hildebrand   | All                  |
| Andretti Green-AFS Racing       | 27 | Sebastián Saavedra | All                  |
| Bryan Herta Autosport           | 28 | Daniel Herrington  | All                  |
| Bryan Herta Autosport           | 29 | Felipe Guimarães   | 8, 12–13             |
| Davey Hamilton Racing           | 32 | Brandon Wagner     | 1–2, 5, 7, 11, 14–15 |
| Team PBIR                       | 35 | Charlie Kimball    | All                  |
| Team PBIR                       | 37 | Jay Howard         | 1–5                  |
| Team PBIR                       | 37 | Pablo Donoso       | 6                    |
| Team PBIR                       | 37 | Richard Philippe   | 8–14                 |
| Genoa Racing                    | 36 | Richard Philippe   | 1–4                  |
| Genoa Racing                    | 36 | Pablo Donoso       | 5                    |
| Genoa Racing                    | 63 | Duncan Tappy       | 1–2                  |
| Genoa Racing                    | 63 | Jonathan Bomarito  | 3                    |
| Genoa Racing                    | 63 | Dillon Battistini  | 4                    |
| ELFF Racing                     | 55 | Rodrigo Barbosa    | All                  |